# سامانتا ردگریو
سامانتا ردگریو (انگلیسی: Samantha Redgrave؛ زادهٔ ۱۸ اوت ۱۹۹۴) قایقران روئینگ زن اهل بریتانیا است.
وی در مسابقات کشوری و بین‌المللی در مجموع برندهٔ ۳ مدال طلا، ۳ مدال نقره شده است.